# Luis Arana Urigüen
Luis Arana Urigüen (Santander, Cantabria, 14 de febrero de 1876-Madrid, 6 de junio de 1951), también citado como Luis de Arana, fue un deportista, ingeniero, empresario, político y dirigente deportivo español.
Como regatista ganó la Copa del Rey en 1912 con el yate Tonino, en Gijón, y compitió en los Juegos Olímpicos de Ámsterdam 1928. Posteriormente, fue presidente de la Real Federación Española de Vela entre 1940 y 1945. Recibió la Gran Cruz del Mérito Naval.
Además del deporte de la vela, también practicó otros deportes, como el golf y el fútbol. Ganó la Copa de la Coronación jugando de portero en el Club Vizcaya.
También presidió la Sociedad Bilbaína entre 1936 y 1937, así como la Real Federación Española de Golf.